# Roberto Vecchioni
Roberto Vecchioni (ur. 25 czerwca 1943 w Mediolanie) – włoski piosenkarz, kompozytor i pisarz. Wykładowca na wyższych uczelniach. Zwycięzca Festiwalu Piosenki Włoskiej w San Remo w 2011 roku.

## Życiorys

### Działalność muzyczna
Roberto Vecchioni urodził się w Mediolanie w rodzinie pochodzącej z Neapolu. W 1968 roku ukończył studia na wydziale literatury klasycznej Uniwersytetu Katolickiego w Mediolanie, gdzie pracował dwa lata jako asystent na wydziale historii religii. Pracował następnie przez trzydzieści lat jako nauczyciel klasycznej greki i łaciny w szkołach średnich. Wiek emerytalny osiągnął jako profesor Uniwersytetu Turyńskiego, na którym przez trzy lata wykładał formy poetyckie w muzyce. Działalność artystyczną rozpoczął w latach 60. pisząc piosenki dla takich artystów jak: Ornella Vanoni, Mina, Iva Zanicchi i Gigliola Cinquetti. W 1971 roku rozpoczął działalność piosenkarską wydając debiutancki album Parabola, po którym ukazały się kolejne: Saldi di fine stagione (1972) i L'uomo che si gioca il cielo a dadi (1973). W 1973 roku wystąpił na Festiwalu w San Remo z piosenką „L'uomo che si gioca il cielo a dadi”. W 1974 roku jego piosenka “Il re non si diverte” zdobyła nagrodę włoskiej krytyki płytowej jako najlepsza płyta roku. W 1977 roku osiągnął sukces albumem Samarcanda. W 1983 wygrał nagrodę im. Tenco (Premio Tenco). W 1992 roku wygrał Festivalbar piosenką „Voglio una donna”.
XXI wiek rozpoczął wydaniem albumu Canzoni e cicogne. Po okresie kryzysu i wyjeździe do Kenii wydał w lutym 2004 roku album Rotary Club of Malindi z aranżacjami etnicznymi, które nadzorował Mauro Pagani, były muzyk zespołu Premiata Forneria Marconi.
Aż do początku 2005 roku realizował projekt Luci a San Siro… di questa sera (zarejestrowany na albumie Il Contastorie), w którym powrócił do swych najbardziej znanych utworów przedstawiając je w aranżacji jazzowej; przez ponad dwa lata prezentował je w koncertach jazzowych wraz z dwoma największymi włoskimi muzykami jazzowymi: pianistą Patrizio Farisellim i basistą Paolino Dalla Porta. W 2007 roku wydał album Di rabbia e di stelle, utrzymany w stylu pop. W 2009 roku we współpracy z Beppe D'Onghia zaproponował swoje piosenki w aranżacji na fortepian i kwintet smyczkowy; owocem tych doświadczeń stał się album In cantus.
W 2011 roku wygrał Festiwal Piosenki Włoskiej w San Remo piosenką „Chiamami ancora amore”, która zdobyła również nagrodę krytyki. W tym samym roku ukazała się kompilacja I colori nel buio, do której piosenki artysta wybrał według własnego gustu. Ozdobą albumu stały się dwa premierowe utwory: tytułowy „I colori del buio”, napisany razem z Claudio Guidettim i „Un lungo addio”, do którego tekst napisał (po raz pierwszy) wspólnie z żoną.
W lipcu 2013 roku otrzymał nagrodę Premio Lunezia za walory muzyczne i literackie swoich piosenek.
8 października 2013 roku wydał nowy album, Io non appartengo più; 30 stycznia 2015 roku album otrzymał certyfikat Złotej Płyty, przyznany mu przez Federazione Industria Musicale Italiana.

### Działalność literacka
Roberto Vecchioni jest również autorem kilku książek: w 1983 roku wydał Il Grande Sogno, w której znalazły się jego wiersze, opowiadania i teksty piosenek (wydawnictwo Milano Libri), a w 1996 roku zbiór opowiadań Viaggi del tempo immobile (Einaudi). w 1998 roku nadzorował redakcję hasła o piosence autorskiej w Enciclopedia Treccani, natomiast w 2000 roku opublikował swoją pierwszą powieść Le parole non le portano le cicogne (Einaudi).
W latach 1999–2000, na wniosek Ministerstwa Edukacji (Ministero della Pubblica Istruzione) wygłosił ponad osiemdziesiąt wykładów w szkołach i na uniwersytetach włoskich i francuskich na temat: „Muzyka a poezja” przedstawiając rozwój historyczny i literacki piosenki od jej początków do dziś.
W 2002 roku opublikował zbiór tekstów wszystkich swoich piosenek, zatytułowany Trovarti amarti giocare il tempo (Einaudi), w 2004– niewielką powieść Il libraio di Selinunte, przetłumaczoną na francuski i hiszpański, w 2006 – zbiór bajek Diario di un gatto con gli stivali, w 2007 – zbiór wierszy Di sogni e D’amore, w 2008 – kolejny tomik wierszy Volevo. Ed erano voli, a w 2009 – powieść Scacco a Dio (Einaudi).
Jego ostatnia książka, Il mercante di luce (2014, Einaudi), została sprzedana w 60 tysiącach egzemplarzy.

### Działalność dydaktyczna
Roberto Vecchioni przez ponad 30 lat uczył łaciny i greki w szkołach średnich, pracuje nadal jako wykładowca na różnych uniwersytetach włoskich i zagranicznych. Prowadzi kurs Forme di Poesia in musica na wydziale komunikacji społecznej Uniwersytetu Turyńskiego (2001–2003), na uniwersytecie w Teramo (2005–2005) i na Uniwersytecie w Pawii (od 2006).
Na Uniwersytecie La Sapienza prowadził wykłady z cyklu Laboratorio di Scrittura e Cultura della Comunicazione.

## Odznaczenia i wyróżnienia

Order Zasługi Republiki Włoskiej – Oficer (od 2001)

26 maja 2004 roku Roberto Vecchioni otrzymał Order Zasługi Republiki Włoskiej z inicjatywy prezydenta Republiki Włoskiej Carlo Azeglio Ciampiego.
Inne ważniejsze odznaczenia, jakie otrzymał, to: Ambrogino d’oro gminy Mediolan, dwukrotnie Premio Tenco, Premio Ciampi i nagroda krytyki Mia Martini z okazji zwycięstwa na Festiwalu Piosenki Włoskiej w San Remo.
16 marca 2011 roku, z okazji 150 rocznicy Zjednoczenia Włoch został zaproszony jako gość honorowy do uczestnictwa w obchodach Notte tricolore na Piazza del Quirinale w Rzymie, w których wziął również udział prezydent Republiki Włoskiej Giorgio Napolitano.

## Życie prywatne
Roberto Vecchioni jest żonaty z pisarką Darią Colombo, z którą ma czworo dzieci.

## Dyskografia
W ciągu swej kariery artystycznej Roberto Vecchioni nagrał 26 albumów oraz 26 singli i EP-ek. Jego albumy zostały sprzedane w ponad 8 milionach egzemplarzy.

### Albumy
- 1971 – Parabola
- 1972 – Saldi di fine stagione
- 1973 – L'Uomo Che Si Gioca Il Cielo A Dadi
- 1973 – Il re non si diverte
- 1975 – Ipertensione
- 1966 – Elisir
- 1977 – Samarcanda
- 1978 – Calabuig-Stranamore e altri incidenti
- 1979 – Robinson, Come salvarsi la vita
- 1980 – Montecristo
- 1982 – Hollywood, Hollywood
- 1984 – Il Grande Sogno
- 1985 – Bei Tempi
- 1986 – Ippopotami
- 1989 – Milady
- 1991 – Per amore mio
- 1992 – Camper
- 1993 – Blumùn
- 1995 – Il cielo capovolto
- 1997 – El bandolero stanco
- 1999 – Sogna ragazzo sogna
- 2000 – Canzoni e cicogne (2CD)
- 2002 – Il Lanciatore di coltelli
- 2004 – Rotary Club of Malindi
- 2007 – Di rabbia e di stelle
- 2013 – Io non appartengo più